# Xã Madison, Quận Grundy, Missouri
Xã Madison (tiếng Anh: Madison Township) là một xã thuộc quận Grundy, tiểu bang Missouri, Hoa Kỳ. Năm 2010, dân số của xã này là 626 người.